# Tiktak
Tiktak is een Nederlandse koffie- en theefabrikant. Sinds 1991 maakt het deel uit van de Massimo Zanetti Beverage Group, die het bedrijf kocht van de eigenaars en naamgevers, de familie Tiktak.
Het bedrijf specialiseert zich als koffiebranderij en theehandel en levert koffieapparatuur en toebehoren zoals kopjes en schotels, glaswerk, suiker en melk, koffiesiropen, theekisten voor met name de professionele markt.
Het bedrijf is nog altijd gevestigd in Groningen, maar niet meer aan het Damsterdiep.

## Geschiedenis

### Kort overzicht 1870-heden
In 1870 begon Klaas Tiktak (1845-1925), telg uit een zeevaardersgeslacht uit Pekela, een kruidenierswinkel aan het Damsterdiep in de stad Groningen. Daarvóór had hij gewerkt bij een kruidenier en een tabakshandel. Al snel brandde hij zelf koffie en mêleerde thee.
In 1902 werd het oude pand vervangen door een nieuwe fabriek op dezelfde plaats. Na de eeuwwisseling heette het bedrijf officieel Stoom-Koffiebranderij en Chineesche Theehandel "De Blauwe Haan"; dit omdat de kruidenierswinkel die Tiktak overnam ook al het merk ' Blauwe Haan' had gevoerd.
In 1911 werd het bedrijf een naamloze vennootschap en werd de directie overgenomen door twee zoons van Klaas Tiktak, Tonnis en Klaas. Tonnis leidde het bedrijf in Groningen en Klaas werd directeur van het verkoopkantoor in Amsterdam.
In 1916 verhuisde oprichter Klaas Tiktak naar Paterswolde en ging wonen in een riante villa die hij Java noemde. Hij liet in de tuin een vijver graven in de vorm van een letter "T", verwijzend naar de eerste letter van zijn achternaam. Klaas Tiktak overleed in 1925.
Hoewel Klaas erin slaagde uit het niets een noordelijk koffie-bedrijf op te bouwen, vlakte de groei onder zijn opvolgers af. Zijn zoon Tonnis wist de omzet vast te houden, maar slaagde er niet in deze structureel te vergroten. Dit leidde ertoe dat bijvoorbeeld concurrent Douwe Egberts in de jaren twintig qua afzet Tiktak voorbijstreefde. Toch bleef Tiktak, ook onder de derde generatie van 1938 tot 1969, een belangrijke speler op de landelijke koffiemarkt.
Na 1969, onder leiding van de vierde generatie Tiktak, werd een overstap gemaakt van de consumentenmarkt naar de grootverbruikersmarkt. In 1984 wist het bedrijf, met behulp van overheidssubsidies, een gloednieuwe fabriek aan de Rouaanstraat in Groningen te openen. Daarmee verdween het bedrijf uit de Groningse binnenstad, waar het aan het Damsterdiep meer dan honderd jaar een prominente plaats had ingenomen.
In 1991 werd het bedrijf verkocht aan de Italiaanse multinational Segafredo Zanetti, waardoor de toekomst voor deze middelgrote speler op de Nederlandse koffiemarkt werd veiliggesteld. Hoewel hiermee juridisch een einde kwam aan de relatie tussen het bedrijf en de familie Tiktak, is er toch ook continuïteit in de bedrijfsstructuur.
In 2012 produceerde het Groningse koffiebedrijf meer dan vier miljoen kilogram koffie. Luchthaven Schiphol werd een belangrijke klant en ook sponsorde het bedrijf het Groningse cultuurfestival 'Noorderzon'.
Het bedrijf heeft vanouds veel waarde gehecht aan de sociale omstandigheden in koffieproducerende landen. Het was een van de eerste branderijen in Nederland waar koffie onder het Max Havelaar-keurmerk werd geproduceerd.

### Reclameactiviteiten

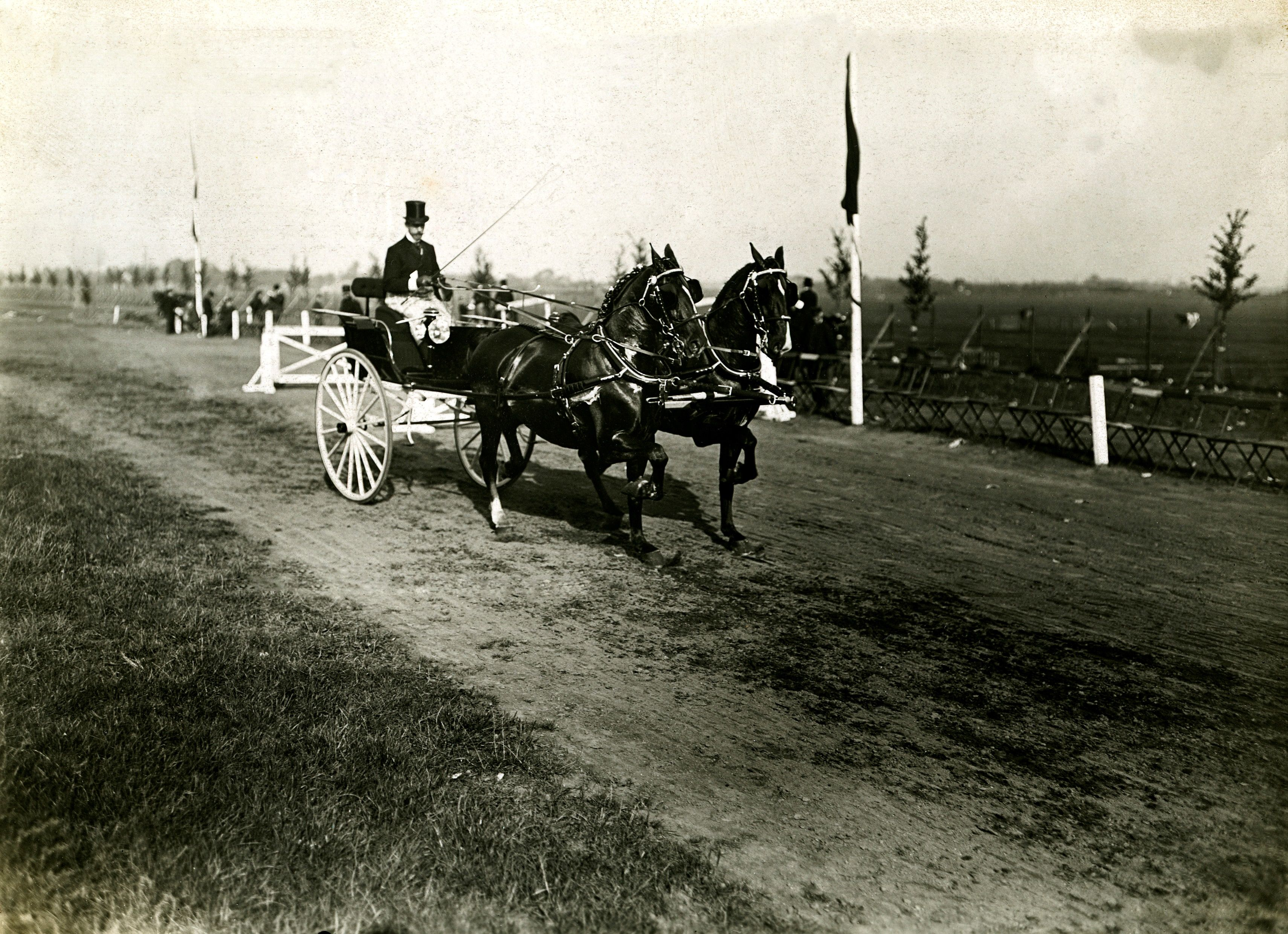
Klaas Tiktak in Rotterdam in 1910 met zijn Groninger tuigpaarden Willem en Blücher

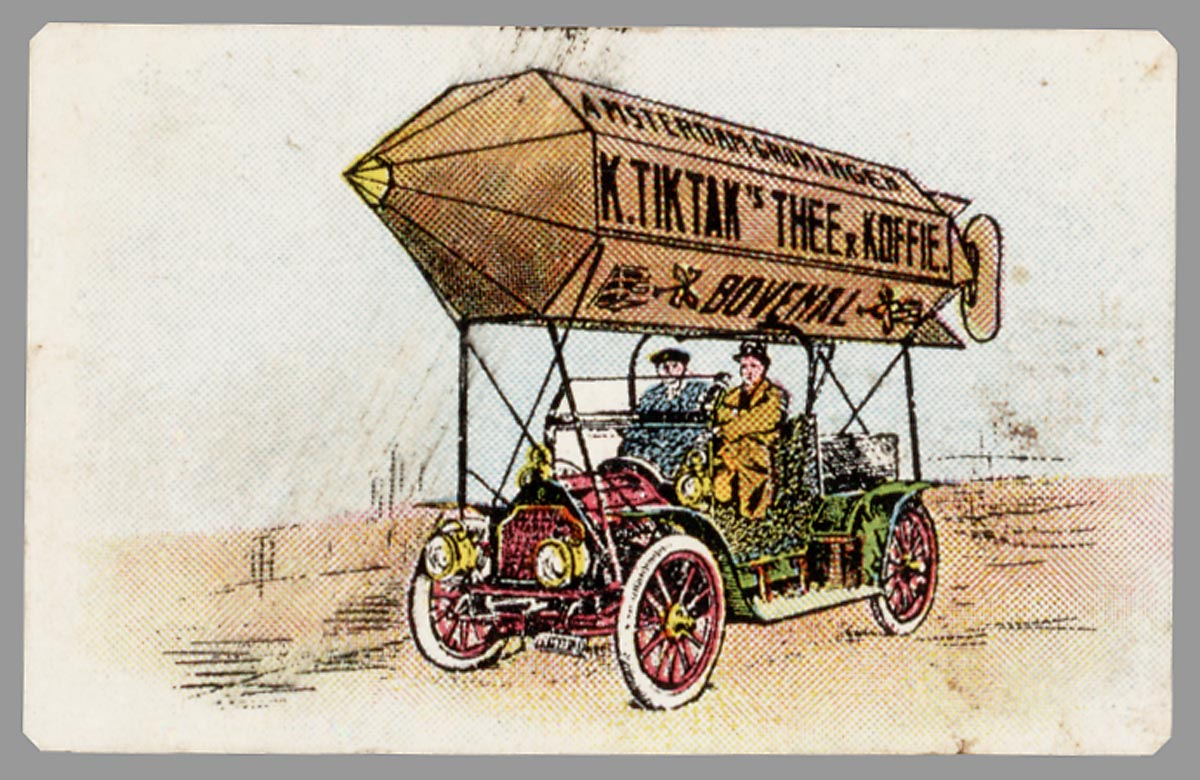
Advertentie van Tiktak, begin 20e eeuw

De firma Tiktak wordt beschouwd als een voorloper op het gebied van reclame, publiciteit en marketing. Al in het begin van de 20e eeuw waren de gele, met twee Groninger paarden bespannen, koetsen van Tiktak een bekend verschijnsel in de stad Groningen. Met zijn paarden Willem en Bluchner won Klaas Tiktak in 1910 de kampioensprijs in de tuigsport in Rotterdam. 
Eveneens bekend waren de grote blikken waarin, in de kruidenierswinkels, de koffie voor de consument werd bewaard.
Nadat concurrent Van Nelle in 1920 voor een revolutie zorgde door het uitbrengen van de Piggelmeeboekjes –wat tot een stormachtige groei in verkoop van hun koffie en thee leidde – volgde Tiktak al snel dit voorbeeld: In 1924 kwam het Tiktakalbum Vogelalbum in steendruk uit, in 1927 gevolgd door een tweede deel, samengesteld door de kunstenaar J. de Jonge. Bijzonder hierbij was dat de los te verkrijgen plaatjes niet hoefden te worden ingeplakt, maar konden worden ingestoken in speciaal vervaardigde sleuven. In 1928 volgde deel drie: Neerlands bosschen en groene weiden, met in 1930 een gelijkgenaamd deel vier. Het in jugendstil uitgevoerd omslag was van de hand van Alb. Kleyn en de plaatjes waren getekend door Annie M. Dommering en Wim de Jager. Ook gaf Tiktak rond die tijd enkele jongensboeken uit, zoals Zonnige dagen door J. de Jong. Vóór de Tweede Wereldoorlog waren er ook nog voetbalboeken met plaatjes die verzameld moesten worden.
In 1935 werd een grammofoonplaat uitgebracht met daarop het Tiktak lied. Een regel tekst daaruit:
Want wie Tiktaks namiddagthee en Tiktaks koffie drinkt, die voelt dat al zijn narigheid weer in het niet verzinkt.
In de jaren dertig ontwikkelde zich een nieuw fenomeen in de reclame: het cadeaustelsel. Bijna alle koffiebranders deden hier aan mee. Bij aankoop van een product ontving men spaarpunten. Tegen inlevering van deze spaarpunten kon men, eventueel met bijbetaling, allerlei artikelen krijgen.

#### Tiktak Shows
Al vóór de oorlog begaf Tiktak zich op het (publicitaire) amusementsgebied. Rond 1935 werd een koor opgericht van personeelsleden, dat regelmatig optredens verzorgde.
Kort na de oorlog, terwijl koffie en thee nog steeds op de bon was, kwam Tiktak in 1948 in contact met de Groep Littooy, een gezelschap bestaande uit drie heren en een dame die voor klanten van Tiktak amusante avonden organiseerden. Hoewel dit goed aansloeg bij het publiek, zocht de firma Tiktak toch een iets andere invulling. Deze werd gevonden in de vorm van de Familie Kok, die al een eigen voorstelling had. Vanaf 24 januari 1949, toen de eerste voorstelling werd gegeven in Hotel Piest in Rolde, was de befaamde Tiktak Show een feit. Tot aan de laatste jaargang van de Tiktak Show (1969-1970) werden er duizenden voorstellingen gegeven die ongeveer door 1,5 miljoen Nederlanders zijn bekeken. Toegangskaarten voor deze revues konden worden verkregen volgens het inmiddels alom bekende middel van de spaarpunten, (ook wel Tiktakjes genoemd). De shows werden georganiseerd en ook gepresenteerd door de familie Kok en er werd aan deelgenomen door vele Nederlandse en buitenlandse artiesten. Vele hiervan gebruikten deze shows als opstap tot nationale roem. Hieronder zijn Eddy Christiani, De Chico's en De Wama's.